# Armolipid Plus

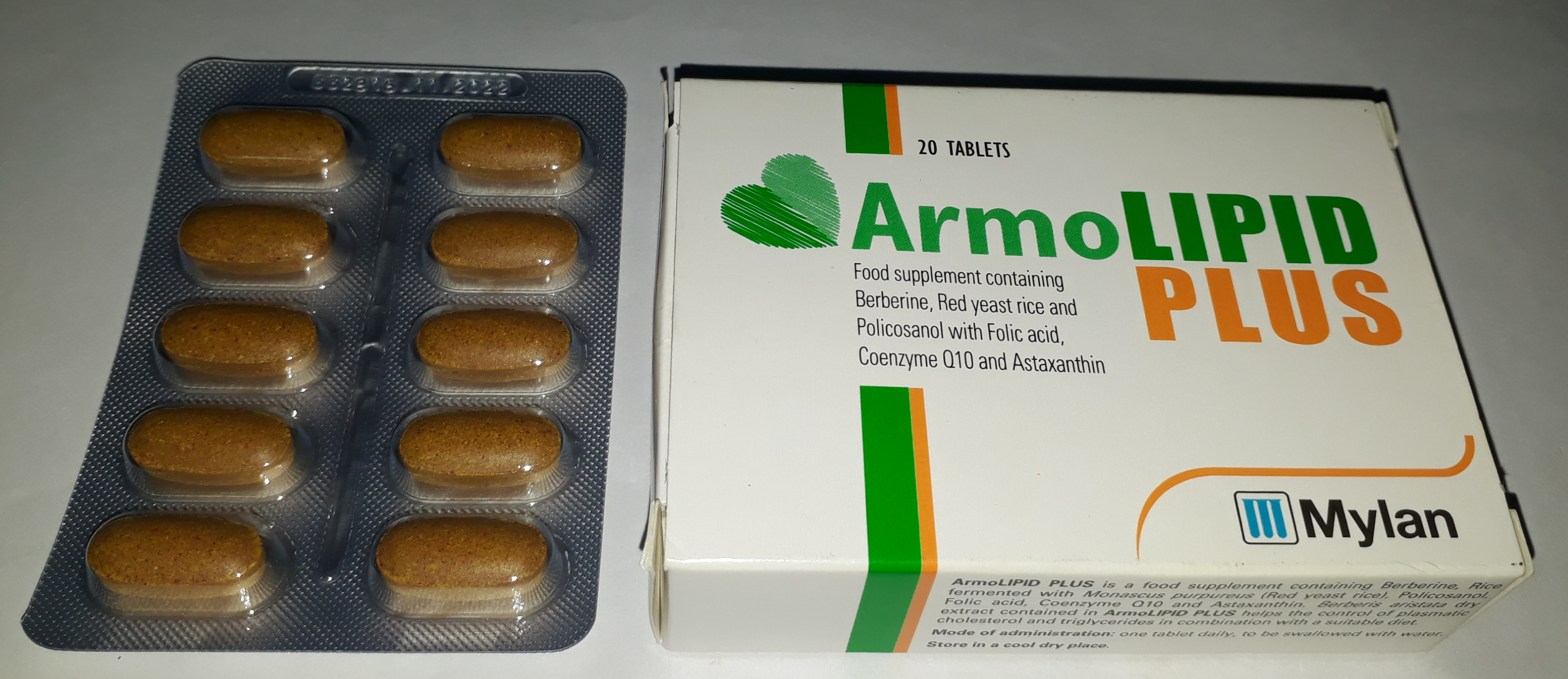
Hộp và vỉ đựng Armolipid Plus dạng 20 viên của cơ sở Milan.

Armolipid Plus (tiếng Ý đọc như: /a-mô li-pit plut/, đọc theo tiếng Anh: /ˈɑmoʊˈlɪpɪd plʌs/) là thực phẩm chức năng của Ý, có tác dụng giảm hàm lượng mỡ trong máu, nhất là hỗ trợ rất hiệu quả làm giảm cholesterol toàn phần, chủ yếu là lipoprotein mật độ thấp (gồm TC và LDL-C), từ đó ngăn ngừa các biến cố tim mạch như giảm nguy cơ xơ vữa động mạch, hẹp lòng mạch máu, góp phần giảm đột quỵ, tắc mạch khác, đồng thời hỗ trợ sức khỏe của tim mạch và giảm quá trình oxy hóa trong cơ thể người. Đây là sản phẩm của Meda Pharma S.P.A ở Milan.

## Tổng quan
- Trong máu của người luôn có một lượng chất béo, thường gọi là mỡ máu, chủ yếu là cholesterol và triglyceride thuộc nhóm lipid. Những chất béo này rất cần thiết cho tế bào và cơ thể, như cholesterol không thể thiếu trong cấu tạo màng tế bào, còn triglyceride dự trữ và cung cấp năng lượng, đồng thời tạo nên phức hợp lipôprôtêin có vai trò quan trọng trong chuyển hóa vật chất trong tế bào và cả cơ thể.
- Tuy nhiên do nhiều nguyên nhân khác nhau (do thói quen ăn uống chất béo nhiều, ít vận động cơ thể, do di truyền, v.v) mà hàm lượng những chất béo này tăng lên so với bình thường, dần dần gây hậu quả cho hệ tuần hoàn, thường gặp là trường hợp lòng mạch máu bị các mảng mỡ dính bám dẫn đến bị xơ vữa, hẹp lòng động mạch, v.v. Ban đầu, người bệnh chỉ nhức đầu, hoa mắt thoáng qua, sau mất ngủ kéo dài, đau đầu dữ dội hơn báo hiệu lòng động mạch bị thu hẹp và tuần hoàn máu trong não rối loạn; nặng hơn có thể gặp nguy cơ nhồi máu não, các tai biến mạch máu não khác (như đứt mạch não, hẹp lòng động mạch), nhồi máu cơ tim, v.v ảnh hưởng nghiêm trọng đến sức khỏe và tính mạng.

## Chức năng
- Armolipid Plus tuy gọi là thực phẩm chức năng, không phải là thuốc điều trị, nhưng nó có tác dụng giảm mỡ máu rõ rệt, nếu sử dụng đúng liều lượng, liên tục trong một thời gian thích hợp, do đó giúp người bệnh giảm bớt các nguy cơ trên. Bởi vì là thực phẩm chức năng, nên n gười dùng không cần đơn của bác sĩ và có thể mua hoặc dùng tự do, nhưng không được dùng cùng với thuốc đặc trị giảm mỡ máu khác (như lipanthyl chẳng hạn). Nó rất ít gây phản ứng phụ có hại cho người dùng.[2]
- Armolipid Plus có chứa Berberis Aristata giúp thúc đẩy việc kiểm soát cholesterol và chất béo trung tính trong huyết tương của máu, giảm hàm lương cholesterol xấu và chất béo trung tính trong huyết tương, với điều kiện tuân theo một chế độ ăn uống lành mạnh và lối sống năng động. Ngoài ra, nó có thể điều chỉnh lượng chất béo nhờ tác động thêm của monacolin k (chiết xuất từ gạo đỏ lên men), cùng với berberine, astaxanthin, policosanols, axit folic và coenzyme Q10, giúp hạ thấp lượng mỡ trong máu và chống oxy hóa.[1][2]
- Trong những nghiên cứu riêng lẻ cũng như các thử nghiệm lâm sàng ngẫu nhiên, có đối chứng (RCT) từ năm 2008, một số chất tự nhiên được chiết xuất như trên có đặc tính giảm lipid đã được chứng minh có hiệu quả trong các RCT: 7 người trong số đó đối chứng với giả dược, 2 người đối chứng so sánh với ezetimibe và 4 người có “cuộc sống thực” so sánh với hế độ ăn kiêng. Các nghiên cứu và thử nghiệm này đều cho biết hầu hết bệnh nhân bị rối loạn lipid máu nhẹ đến trung bình, được điều trị khỏi hoàn toàn trong 6-48 tuần.[4]
- Việc sử dụng sản phẩm này bắt buộc phải luôn luôn đi kèm với thay đổi lối sống (ăn kiêng, tăng cường vận động cơ thể, v.v). Do đó, với thành phần, nguồn gốc và cách sử dụng sản phẩm như vậy, nên có tác giả còn xếp nó vào loại "nutraceutical product" (hiểu như là thực phẩm hỗ trợ điều trị).[4][5]
- Sản phẩm này không có tác dụng phụ đáng ngại, nhưng hiệu quả vẫn còn nhiều nghi ngờ về việc liệu chúng có thể được coi là một giải pháp thay thế hiệu quả cho liệu pháp statin hay không.

## Thành phần
Một viên thuốc Armolipid plus có thành phần chính như sau:
- Men gạo đỏ 200mg, thành phần hoạt chất là Manacolin K, hay còn được gọi là Lovastatin với hàm lượng 3 mg. Tác dụng khử Cholesterol toàn phần (TC) và Cholesterol Lipoprotein tỷ trọng thấp (LDL-C) thông qua Statin theo cơ chế ức chế cạnh tranh HMG-CoA reductase.
- Policosanol 10mg (từ mía đường): ức chế nhẹ quá trình tổng hợp HMG-CoA reductase, từ đó giảm tổng hợp Cholesterol. Gồm giảm Cholesterol nội bào và làm tăng hấp thu Cholesterol ở gan.
- Cao khô Berberis aristata 588mg chứa 500 mg Berberine chlorid là một chất kiềm, có tác dụng giảm PCSK9 - một enzym làm tăng Lipid máu, dẫn đến suy giảm thụ thể LDL thúc đẩy thanh thải LDL-C khỏi máu.
- Vi tảo lục Haematococcus pluvialis 20mg tương đương 0,5 mg Astaxanthin. Hoạt chất Astaxanthin thuộc nhóm Caroten (màu cam), thu được từ vi tảo này, có tác dụng chống oxy hóa tự nhiên khá mạnh, ức chế Peroxid hóa LDL, ngăn chặn Lipoprotein chuyển thành các hạt Pro-Atherogen.
- Coenzym Q10 hay vitamin Q 2mg là một trong những chất bảo vệ, chống oxy hóa chính của cơ thể con người, với cơ chế tác dụng: giảm Oxide liên quan đến tổng hợp ATP và để ngăn ngừa Peroxid hóa LDL.
- Acid folic 0,2mg.
- Tá dược vừa đủ 1 viên. Sản phẩm được giới thiệu là không chứa gluten được dùng làm chất phụ gia có thể gây hậu quả không mong muốn ở một số người bệnh.

## Xuất xứ và hình thức

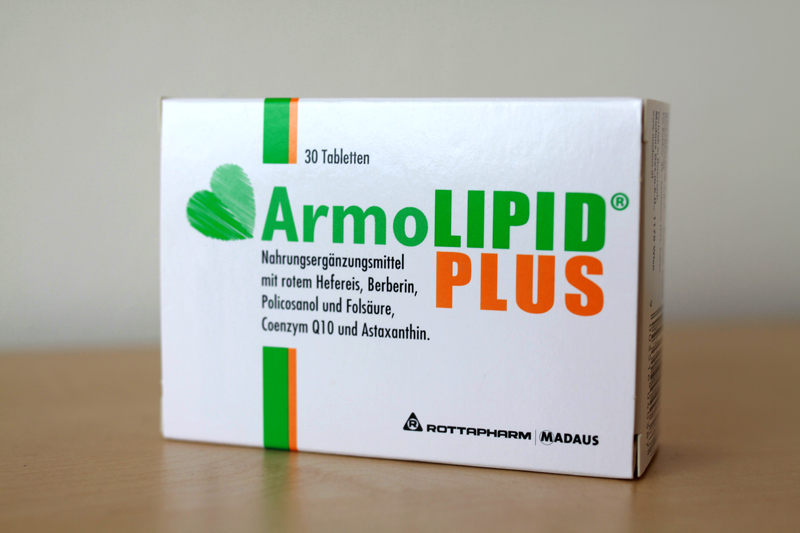
Hộp đựng dạng 30 viên của Madaus.

- Sản phẩm do công ty Rottapharm nghiên cứu và sản xuất. Đây là một công ty dược phẩm chuyên khoa quốc tế có nhiều cơ sở ở Châu Âu và Hoa Kỳ thông qua các công ty con tại 26 quốc gia và hơn 1500 nhân viên tiếp thị và bán hàng. Khi sản phẩm chế tạo và đóng gói ở cơ sở nào (chẳng hạn ở Milano hoặc ở Madaus) thì có thêm tên cơ sở đó. Năm 2014, Meda Pharma S.P.A đã mua lại công ty Rottapharm Madaus này của Ý.[8]
- Sản phẩm Armolipid Plus đóng ở dạng viên nén, dùng để uống. Thường gặp ba loại Armolipid Plus 20 (hộp 20 viên, xem hình đầu trang), Armolipid Plus 30 (hình bên) và Armolipid Plus 60 tùy theo thể trạng người bệnh.

## Cách dùng
- Chỉ sử dụng sản phẩm này sau khi thay đổi nếp sống (ăn kiêng, tăng cường hoạt động thể lực) không thành công.
- Sản phẩm chỉ dùng để uống, một viên mỗi ngày.[1] Thời gian sử dụng ít nhất 3 tuần (tương đương 1 hộp 20 viên), cần xét nghiệm máu để biết hiệu quả cụ thể và để kéo dài thời gian nếu chưa đạt.[7]
- Có thể uống bất kỳ lúc nào trong ngày, nhưng tốt nhất là uống xa các bữa ăn và nuốt với ít nước lọc.
- Tuy được gọi là thực phẩm chức năng, nhưng không vượt quá liều khuyến cáo (1 viên / ngày), không dùng chung với loại thuốc có chức năng tương tự, chẳng hạn: không được dùng nó trong khi đang điều trị bằng thuốc hạ lipit máu.
- Trong quá trình sử dụng, người bệnh phải tuân thủ một chế độ ăn đa dạng nhưng cân bằng, nhất là ít mỡ động vật, đồng thời có lối sống lành mạnh, đặc biệt là hoạt động thể lực vừa phải và không dùng chất kích thích.[2]

## Tác dụng phụ
Armolipid Plus có thể gây ra tác dụng ngoài mong muốn, nhưng rất nhẹ và hiếm, trong lâm sàng thường gặp như táo bón, đau nhức cơ.